# Cyclone subtropical méditerranéen
Un cyclone subtropical méditerranéen, aussi appelé cyclone méditerranéen de type tropical, cyclone méditerranéen ou ouragan méditerranéen est un système dépressionnaire méditerranéen apparenté au cyclone subtropical ayant des propriétés de cyclone tropical et de dépression frontale des latitudes moyennes. Il est très resserré, comporte une structure nuageuse axisymétrique, génère des vents forts et des pluies diluviennes. Ce phénomène est aussi souvent nommé medicane (mot-valise pour l'anglais Mediterranean hurricane, « ouragan méditerranéen ») ou tempête méditerranéenne de type TMS (tropical-like Mediterranean storm, « tempête méditerranéenne d'allure tropicale ») par les médias, fortement influencés par les informations provenant des organismes météorologiques anglo-saxons.
En quelques rares occasions, ces événements météorologiques ont atteint la force d'un ouragan de catégorie 1 sur l'échelle Saffir-Simpson, et le cyclone Ianos en 2020 a atteint une intensité de catégorie 2. Le principal danger posé par ces événements violents ne vient généralement pas de vents destructeurs, mais des pluies torrentielles et des crues soudaines potentiellement mortelles qui y sont associées.

## Climatologie
S'agissant de la répartition temporelle et spatiale à long terme des cyclones de type tropical, les études montrent qu'ils se forment principalement sur la Méditerranée occidentale et centrale, tandis que la zone à l'est de la Crète est presque dépourvue de cyclones de type tropical,. Le développement de cyclones de type tropical peut se produire toute l'année, avec une activité qui culmine entre les mois de septembre et janvier, tandis que les mois de juin et juillet sont ceux qui comptent le moins d’occurrences,,.
En raison de la nature sèche de la région méditerranéenne, les formations de tempêtes tropicales et cyclones subtropicaux sont rares et difficiles à détecter, en particulier par réanalyse des données passées. En fonction des algorithmes de recherche utilisés, différentes études à long terme des données de l'ère satellite et de l'ère pré-satellite ont abouti à une estimation de 67 cyclones de type tropical d'une intensité de la tempête tropicale ou plus entre 1947 et 2014, et environ 100 tempêtes de type tropical enregistrées entre 1947 et 2011.
Avec le réchauffement climatique, un tel phénomène extrême pourrait devenir plus fréquent. Des systèmes de type tropical qui formaient un œil cyclonique ont été identifiés pour la première fois dans le bassin méditerranéen dans les années 1980, par observation via des satellites météorologiques. La présence de ces cyclones est depuis décrite comme n'étant plus particulièrement rare.

## Origine du phénomène
Quasiment chaque année, et généralement à l'automne lorsque la mer Méditerranée est encore chaude, une dépression prend les caractéristiques d'une tempête subtropicale avec des nuages enroulés autour d'un œil, une activité orageuse intense, des vents forts à la surface de l'eau et une température dans les basses couches atmosphériques plus élevée au cœur des nuages qu'à l'extérieur. Sur une image satellite, un tel système peut prendre un aspect très proche de celui des tempêtes tropicales et développer un œil, sans en avoir les dimensions ni la puissance. Assez compact, avec un diamètre de 200 à 400 km, il peut s'intensifier et donner des vents en rafales qui pourront dépasser les 100 km/h.
Les recherches montrent qu'une température de surface de la mer de 20 °C est nécessaire pour le développement de ces systèmes et la mer Méditerranée atteint de 24 à 28 °C de la fin août à la mi-septembre. Cependant, la température de la mer n'est pas aussi critique que pour un système purement tropical qui dépend du relâchement de chaleur latente dans une masse d'air uniforme. En effet, un influx d'air froid en altitude, provenant du continent, rend la masse d'air instable et donne la convection atmosphérique. La tempête se forme ainsi sous une dépression coupée d'altitude et c'est surtout la différence entre la température de la mer et en altitude qui est importante. C'est donc là un mélange entre effet tropical et frontal.

## Cycle de vie
L'analyse de plusieurs cas montre que ces systèmes météorologiques passent par différentes étapes : développement, phase stationnaire et formation d'un œil, déplacement. Le système débute par le développement de nuages convectifs près d'un centre dépressionnaire et de fortes pluies sont observées sous les orages.
Ce n'est que dans la seconde phase que les orages entourent complètement le centre de rotation et que se forme un œil. À ce moment, le système est plus ou moins stationnaire et les vents augmentent à plus de 40 km/h. Finalement, le cyclone commence à se déplacer rapidement, 20 nœuds (37 km/h), sur une trajectoire bien définie et les vents dépassent 80 km/h alors que le taux de précipitations diminue en général sauf lors du passages sur les terres.

## Quelques cas

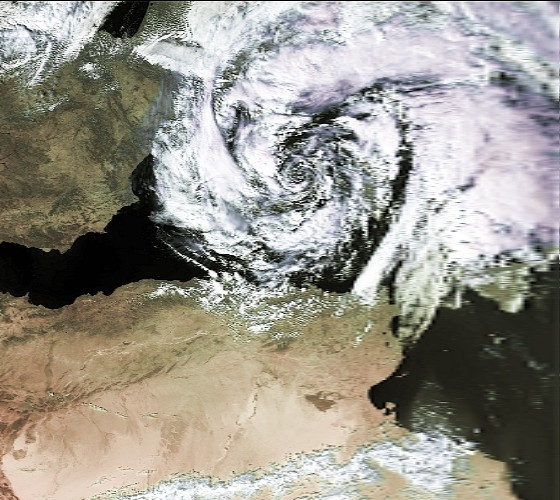
Tempête du 7 octobre 1996 dans l'ouest de la Méditerranée

La majorité des cas répertoriés concerne la Méditerranée occidentale à l'automne :
- septembre 1947[8] ;
- septembre 1969[8] ;
- janvier 1982[8] ;
- septembre 1983[8] ;
- du 13 au 16 décembre 1985, cyclone Maximo, en Méditerranée centrale ;
- du 14 au 18 janvier 1995, en Méditerranée centrale[8] ;
- du 11 au 13 septembre 1996, en Méditerranée occidentale[8] ;
- du 3 au 6 et 7 au 10 octobre 1996, en Méditerranée occidentale[13] ;
- du 6 au 11 octobre 1996, en Méditerranée occidentale et centrale[8] ;
- du 25 au 28 mai 2003, en Méditerranée occidentale[8] ;
- du 17 au 19 octobre 2003, en Méditerranée occidentale[8] ;
- du 26 au 29 octobre 2005, en Méditerranée centrale[8] ;
- du 13 au 16 décembre 2005, en Méditerranée centrale et orientale[8] ;
- du 6 au 9 novembre 2011, en Méditerranée occidentale[8] ;
- du 12 au 14 avril 2012, Lucy, en mer Tyrrhénienne[14] ;
- du 27 au 29 octobre 2012,  en Méditerranée occidentale[8] ;
- du 18 au 21 novembre 2013, la tempête Cleopatra inonde la Sardaigne ;
- du 30 septembre au 2 octobre 2015, un système se forme au large de la Corse ;
- du 28 octobre au 31 octobre 2016, un système se forme au large de la Calabre et se déplace vers Malte à l'Ouest causant des dégâts dans la ville de La Vallette[15],[16],[17].
- du 28 au 30 septembre 2018, Zorbas (aussi appelé Xénophon), formé dans le sud de la mer Ionienne, remonte vers le Péloponnèse qu'il traverse[18].
- Le 15 septembre 2020 naît un système convectif persistant nommé Ianos en mer Ionienne, dont la température de surface oscille entre 26 et 27 °C, alors qu'une goutte froide surplombe la région. Le 17 septembre, en son centre à 1 004 hPa un œil est apparu caractéristique d'un cyclone tropical. La tempête subtropicale fait de nombreux dégâts sur l'île de Céphalonie le 18 septembre[19].
- Le 28 octobre 2021 le cyclone méditerranéen Apollo se forme dans le sud de la Mer Méditerranée et remonte vers la Mer Ionienne et la Mer de Sicile[20]. Les fortes pluies du cyclone et de son précurseur ont provoqué des inondations en Tunisie, en Algérie, dans le Sud de l'Italie et à Malte, tuant 5 personnes et laissant 2 autres disparus[21].